# Muzeum Narodowe w Pradze

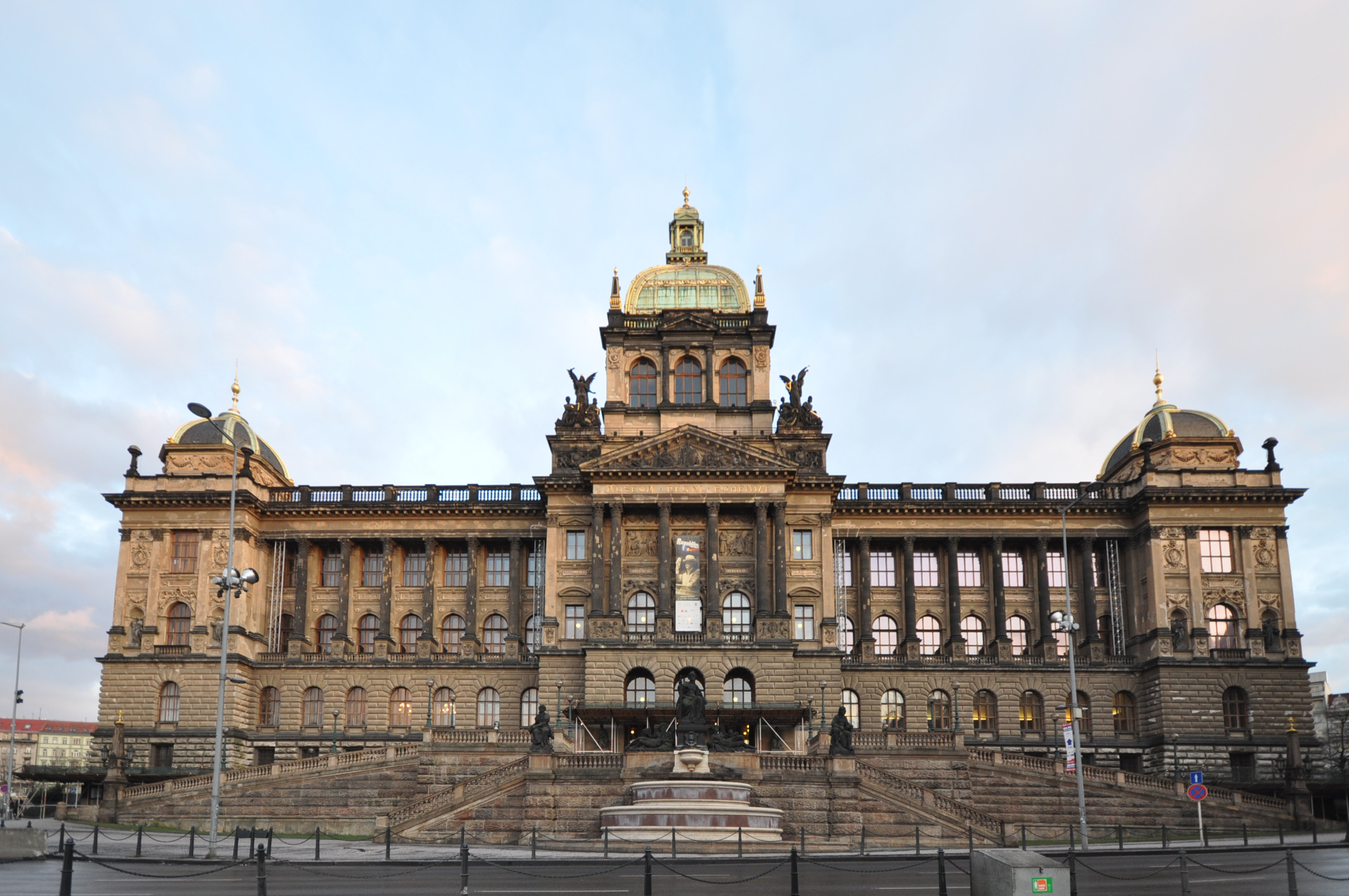
Główny historyczny budynek Muzeum Narodowego

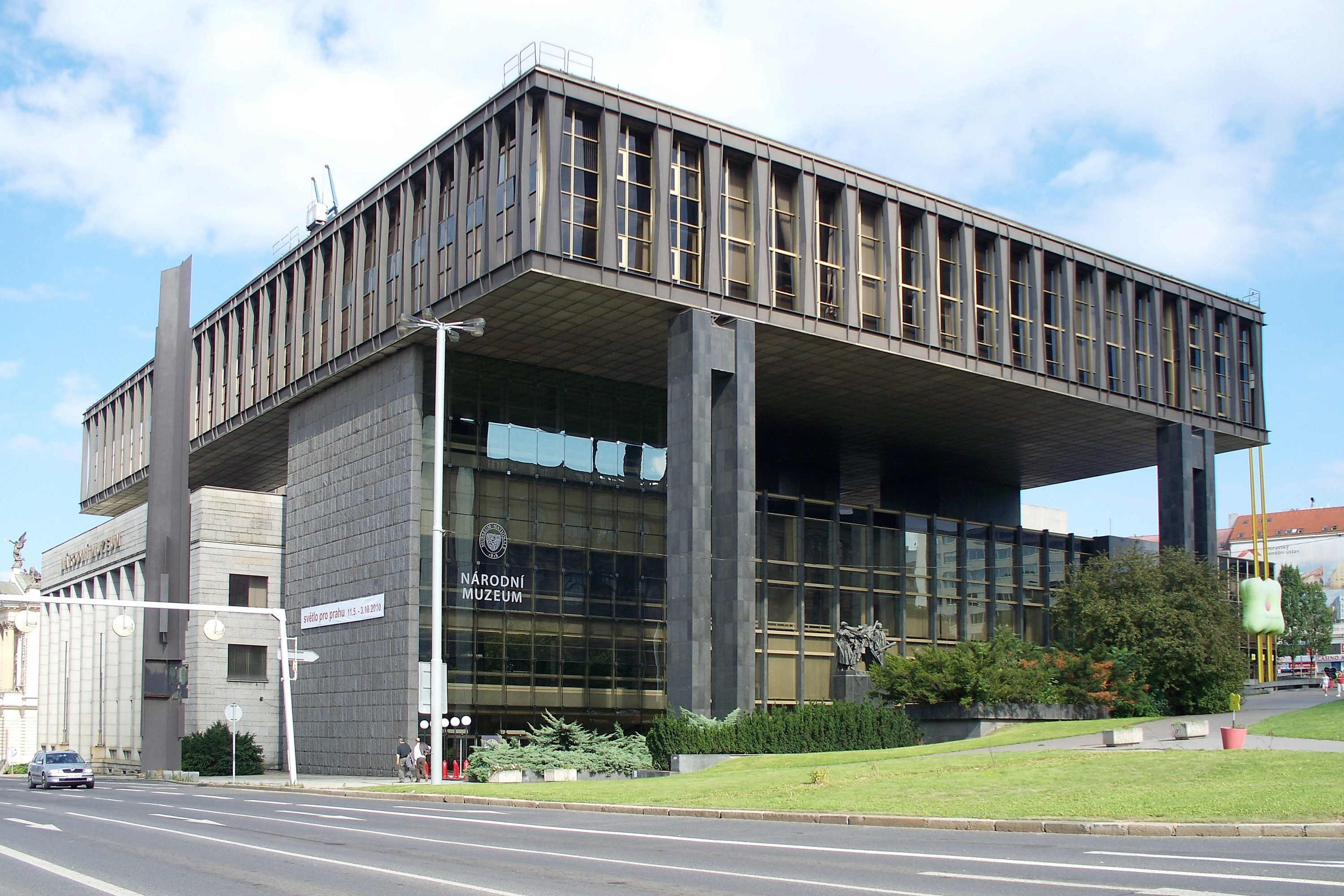
Nowy gmach Muzeum Narodowego (dawny budynek parlamentu)

Muzeum Narodowe (cz. Národní muzeum) – czeska instytucja muzealna zlokalizowana w Pradze,  zajmująca się systematycznym gromadzeniem, przygotowywaniem i udostępnianiem dla zwiedzających zbiorów nauk przyrodniczych i historycznych. Została założona w 1818 w Pradze przez Kaspara Marię von Sternberga. Historyk František Palacký i hr. Franz Anton von Kolowrat byli również mocno zaangażowani w powstanie tej instytucji. Zbudowany w latach 1885–1891 gmach dominuje nad placem Wacława. Wpisane pod numerem 112. na listę Narodowych zabytków kultury Republiki Czeskiej.
W XXI w. Muzeum Narodowe mieści prawie 14 mln pozycji z zakresu historii naturalnej, historii, sztuki, muzyki i bibliotekarstwa, znajdujących się w kilkudziesięciu budynkach.